# داني فان هارين
داني فـان هارين (بالهولندية: Danny van Haaren)‏ هو لاعب كرة قدم هولندي في مركز الوسط، ولد في 21 سبتمبر 1997 في روتردام في هولندا. لعب مع ألميره سيتي.

## وصلات خارجية
- داني فـان هارين على موقع قاعدة بيانات كرة القدم.إي يو (الإنجليزية)
- داني فـان هارين على موقع Soccerway.com (الإنجليزية)